# Moixav
Un moixav (moshav en transcripció anglesa, hebreu: מושב, plural: moixavim. traducció: «assentament, població») és un tipus de comunitat rural israeliana de caràcter cooperatiu, similar al quibuts, format per granges agrícoles individuals i promoguda pel sionisme laborista durant la segona aliyyà (onada d'immigració jueva).